# Ivan Konstantinovitch Khovanski
Ivan Konstantinovitch Khovanski (parfois, probablement à tort, Prince Khovanski, ; né le 11 février 1885 (23 février dans le calendrier grégorien) dans l'Empire russe et mort le 24 juillet 1918 (6 août dans le calendrier grégorien) à Vysselki) est un officier de l'armée impériale russe, colonel du régiment de la Garde Litovski, participant à la Première Guerre mondiale et au mouvement blanc de la guerre civile ; chevalier de l'ordre de Saint-Georges (1915) , commandant du 1er régiment d'officiers du général Markov. Frère du chevalier de l'ordre de Saint-Georges Nikolaï Khovanski.

## Biographie
Le fils d'un lieutenant-colonel, originaire du gouvernement de Saratov. Il fait ses études générales dans le corps des cadets de Nijni Novgorod, puis Ivan Khovansky obtient son diplôme de l'école militaire de Kiev en 1905. Il intègre alors au rang de sous-lieutenant le régiment de la Garde Litovski ; en 1909, il est lieutenant du même régiment et participe à la Première Guerre mondiale dans les rangs de cette unité. Par décret du 7 novembre 1915, le capitaine d'état-major Ivan Khovanski reçoit une arme Saint-Georges. À l'automne 1917, après la prise du pouvoir par les bolcheviks, il participe à des combats de rue à Petrograd.
En novembre 1917, Khovanski, qui était alors devenu colonel, arrive sur le Don et s'enrôle dans l'armée des volontaires. Dans les derniers jours de novembre, il commande un détachement combiné de la compagnie d'officiers et du bataillon de Junker, qui occupe Rostov et débarrasse la ville des bolcheviks : lors des combats pour la ville, Khovanski ordonne à un peloton d'une compagnie d'officiers d'« apporter un soutien moral » aux plastounes ; le peloton rejoint les plastounes au moment où ceux-ci entamaient des négociations avec des parlementaires bolcheviks ; les officiers fusillent les parlementaires. En décembre 1917, Khovanski devient le « commandant en chef » de Rostov, après quoi il rejoint la troisième compagnie d'officiers.
Ivan Konstantinovitch participe à la première campagne du Kouban dans les rangs du 1er régiment d'officier du général Markov. Le 1er avril 1918, il est nommé commandant de la 3e compagnie du régiment d'officiers, et du 21 avril au 27 avril, sur ordre du général Sergueï Markov, il commande temporairement l'ensemble du régiment (il succède au colonel Nikolaï Dorochevitch puis transmet le poste à Nikolaï Timanovski). Pendant son commandement, lors du « raid sur Sossyka », il est blessé. Guéri de ses blessures, en juin 1918, le colonel d'état-major général Khovanski est nommé commandant du deuxième bataillon du régiment de Markov, avec lequel il participe à la seconde campagne du Kouban. Ivan Konstantinovitch est grièvement blessé dans la bataille près du village de Vysselki et le 24 juillet 1918, il meurt des suites de ses blessures ; il est enterré à la station Tikhoretskaïa.